# 하지
| 24절기 - 입춘 - 우수 - 경칩 - 춘분 - 청명 - 곡우 - 입하 - 소만 - 망종 - 하지 - 소서 - 대서 - 입추 - 처서 - 백로 - 추분 - 한로 - 상강 - 입동 - 소설 - 대설 - 동지 - 소한 - 대한 ← ↓ → ↑ | 24절기 - 입춘 - 우수 - 경칩 - 춘분 - 청명 - 곡우 - 입하 - 소만 - 망종 - 하지 - 소서 - 대서 - 입추 - 처서 - 백로 - 추분 - 한로 - 상강 - 입동 - 소설 - 대설 - 동지 - 소한 - 대한 ← ↓ → ↑ | 24절기 - 입춘 - 우수 - 경칩 - 춘분 - 청명 - 곡우 - 입하 - 소만 - 망종 - 하지 - 소서 - 대서 - 입추 - 처서 - 백로 - 추분 - 한로 - 상강 - 입동 - 소설 - 대설 - 동지 - 소한 - 대한 ← ↓ → ↑ |
| 황경 | 절기 | 양력 |
| --- | --- | --- |
| 봄 | | |
| 315° | 입춘 | 2/3~5 |
| 330° | 우수 | 2/18~19 |
| 345° | 경칩 | 3/5~6 |
| 0° | 춘분 | 3/20~21 |
| 15° | 청명 | 4/4~5 |
| 30° | 곡우 | 4/20~21 |
| 여름 | | |
| 45° | 입하 | 5/5~6 |
| 60° | 소만 | 5/21~22 |
| 75° | 망종 | 6/5~6 |
| 90° | 하지 | 6/21~22 |
| 105° | 소서 | 7/7~8 |
| 120° | 대서 | 7/22~23 |
| 가을 | | |
| 135° | 입추 | 8/7~8 |
| 150° | 처서 | 8/22~24 |
| 165° | 백로 | 9/7~8 |
| 180° | 추분 | 9/22~23 |
| 195° | 한로 | 10/8~9 |
| 210° | 상강 | 10/23~24 |
| 겨울 | | |
| 225° | 입동 | 11/7~8 |
| 240° | 소설 | 11/22~23 |
| 255° | 대설 | 12/7~8 |
| 270° | 동지 | 12/21~22 |
| 285° | 소한 | 1/5~6 |
| 300° | 대한 | 1/19~21 |

하지(夏至)는 24절기 중 하나이며, 태양 황경이 90도가 되는 때이다. 즉, 지구의 자전축이 하지점에 위치하게 되는 날이다. 동양의 전통 달력인 24절기중 하나이다. 양력으로는 6월 21일경인데, 북반구에서는 이 시기에 낮의 길이가 가장 길고 밤이 가장 짧다.
하지는 여름의 중간 지점이자 1년 중 가장 더운 날로 여겨진다. 하지만 실제로 대한민국에서 24절기 중 기온(온도)이 가장 높은 날은 입추이다. 이는 남중고도와 기온이 꼭 비례관계가 아니라는 것을 의미한다. 더불어, 같은 시기 남반구에서는 겨울이므로 남중고도가 낮다. 이를 감안해 하지 대신 6월 지점(June solstice)라 하기도 한다.
과거에는 하지를 기념하기도 하였으나 현대에는 거의 기념하지 않는다.

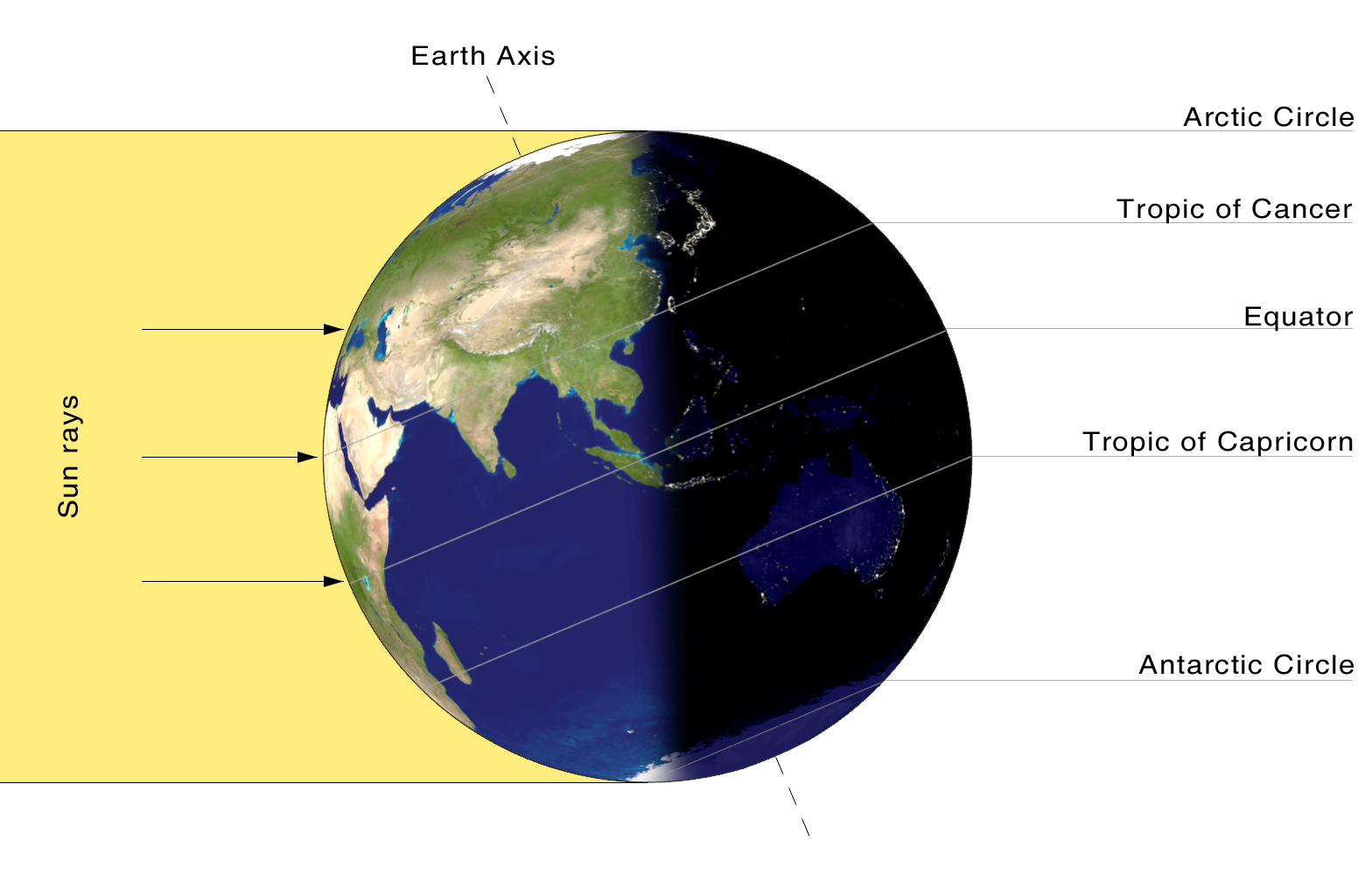
하지날 태양과 지구의 위치

## 기후
- 북반구의 땅표면은 태양으로부터 가장 많은 열을 받아 하지가 지나면서 몹시 더워지고, 장마가 시작된다.

## 백야
- 이 시기에는 노르웨이의 대부분 지역에서 태양이 하루 종일 지지 않는 백야(white nights) 현상이 발생한다. 이는 스웨덴, 아이슬란드 등에서도 마찬가지다.

## 풍속
한나라에서는 하지를 축제로 기념하였다. 하지를 기념하기 위해 위해 당시 사람들은 며칠간 먹고 마시며 기념하였고, 관료들은 며칠간의 휴일을 가졌다.
그러나 동지가 하지보다 더 중요한 절기로 여겨졌고, 더 크게 기념하였다. 송나라의 문인인 방원영(龐元英)은 하지에 3일 쉰 반면, 동지에는 한주를 다 쉬었다고 기록하였다.
양나라에서는 하지날 농부들이 국화잎을 태우고 그 재를 밀에 뿌려 벌레를 죽이고 식물이 건강히 자라기를 기원했다고 전한다.
『고려사』에 따르면 고려에서는 하지기간인 15일을 5일씩 끊어 각각 초후(初候), 차후(次候), 말후(末侯)로 나누었다.
충청도 등 한반도 남부지방에서는 단오 전후에 모내기를 시작해 이때쯤이면 모내기가 끝났다. 그 사이에 비가 오지 않는다면 기우제를 지낸다. 이때 제사는 이장이나 무당이 관장하는데, 소를 잡아 피를 바위에 칠하고, 소의 머리를 소의 배속에 집어넣는 의식을 치르기도 한다. 신성한 지역을 더럽혀놓으면 그것을 씻기 위해 신이 비를 내린다는 신앙의 실현이다.
강원도에서는 하지 전후로 캐는 감자를 '하지감자'라 부른다. 감자를 밥에 넣어 먹으면 감자가 잘 열린다는 믿음이 있다. "하짓날은 감자 캐먹는 날이고 보리 환갑이다."라는 속담에서 알 수 있듯, 하지가 지나면 보리가 마르기 때문에 그 전에 수확한다. 또한 하지가 지나면 감자 싹이 죽으므로 '감자천신한다'고 하며 감자를 캐내 감자전을 부쳐 먹는다.

## 기타
- 천문학적으로는 춘분, 하지, 추분, 동지 등 4개만 큰 의미가 있을 뿐, 나머지 20개는 특별한 명칭과 의미가 없다. 더 정확하게 말하면, 천문학에서는 춘분점, 하지점, 추분점, 동지점 등 4개만 있고, 나머지 20개에 대응하는 명칭이나 용어가 없다.[13]
- 또한, 춘분, 하지, 추분, 동지 등 4개는 기상현상이 아니라 천문현상으로서, 이들 4개는 기후변화와 관계없다.[14]

## 같이 보기
- 하지점
- 분점 (춘분점, 추분점)
- 지점 (하지점, 동지점)
- 춘분, 하지, 추분, 동지
- 적경 (24절기에 따른 태양의 적경 참고)
  - 춘분, 하지, 추분, 동지 등 4개만 태양의 적경과 황경이 일치하고, 나머지 20개는 일치하지 않음.
- 적위 (24절기에 따른 태양의 적위, 태양의 위치, 낮의 길이 (일출~일몰), 낮의 비율 참고)
  - 춘분 (또는 춘분점) (태양의 적위 0°, 태양의 위치 적도, 하루 24시간 중 낮이 차지하는 비율 약 50%)
  - 하지 (또는 하지점) (태양의 적위 +23.4°, 태양의 위치 북회귀선, 하루 24시간 중 낮이 차지하는 비율 약 60%)
  - 추분 (또는 추분점) (태양의 적위 0°, 태양의 위치 적도, 하루 24시간 중 낮이 차지하는 비율 약 50%)
  - 동지 (또는 동지점) (태양의 적위 -23.4°, 태양의 위치 남회귀선, 하루 24시간 중 낮이 차지하는 비율 약 40%)
- 백야
  - 하지 (또는 하지점) (태양의 적위가 +23.4° 인 경우) 때, 북위 48.5° 이상인 지역에서 백야 현상이 발생함.
- 극야
  - 하지 (또는 하지점) (태양의 적위가 +23.4° 인 경우) 때, 남위 66.5° 이상인 지역에서 극야 현상이 발생함.
- 여름
- 새해
  - 양력설
  - 음력설
  - 입춘
  - 춘분
- 중하절
- 야니 (라트비아)
- 복날
- 도그 데이즈 (Dog days) (7월 초~8월 초·중순 까지의 기간)
- 성 루시아의 날

## 참고 문헌 및 링크
- 하지점 (한국천문학회 천문학백과)
- 하지점 (한국천문학회 위키천문백과사전) 보관됨 2023-03-24 - 웨이백 머신
- 지점 (한국천문학회 천문학백과)
- 지점 (한국천문학회 위키천문백과사전) 보관됨 2023-03-24 - 웨이백 머신
- 한국천문연구원 천문우주지식정보 → 생활천문관 → 월별 천문현상 에서는 춘분, 하지, 추분, 동지 등 4개만 절입시각이 표기돼 있고, 나머지 20개의 절입시각은 표기돼 있지 않다. (이는 한국천문연구원에서 매년 11월쯤에 발행하는 역서, 천문력(벽걸이용, 탁상용)을 통해서도 확인할 수 있다. 그리고 역서, 천문력(벽걸이용, 탁상용)은 구매하여 이용할 수 있다. (무료 아님)) 단, 한국천문연구원 천문우주지식정보 → 생활천문관 → 달력자료(월력요항) → 달력자료 에서는 나머지 20개의 절입시각도 확인할 수 있다.
- 이 문서에는 다음커뮤니케이션(현 카카오)에서 GFDL 또는 CC-SA 라이선스로 배포한 글로벌 세계대백과사전의 내용을 기초로 작성된 글이 포함되어 있습니다.